# Aalst (Bélgica)

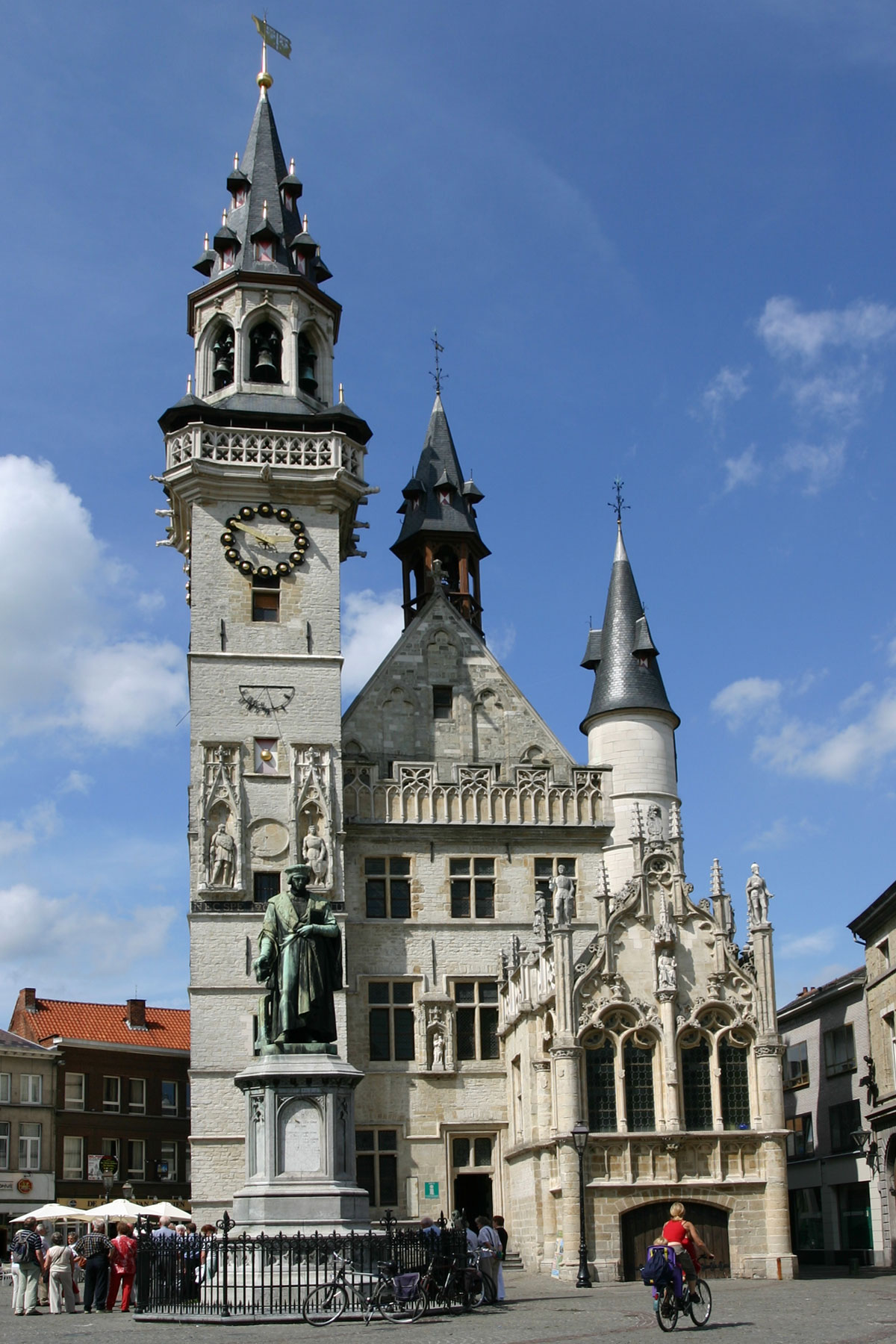
Campanário de Aalst.

Aalst é um município belga da Flandres Oriental localizado às margens do rio Dender, a 24 km noroeste de Bruxelas.

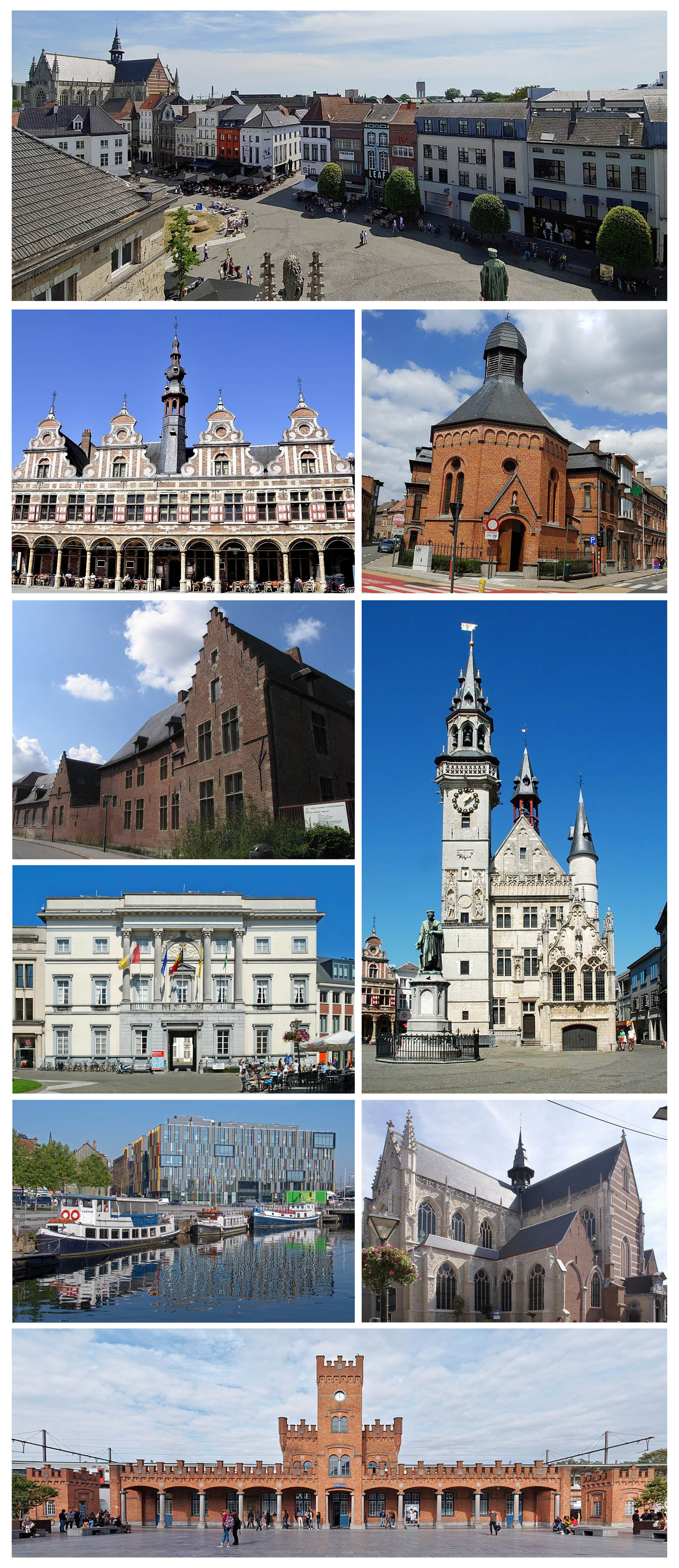

A divisão compreende a própria cidade de Aalst e as aldeias de Baardegem, Erembodegem, Gijzegem, Herdersem, Hofstade, Meldert, Moorsel e Nieuwerkerken.

## História
Os primeiros documentos históricos sobre Aalst remontam ao ano de 840, e descrevem-na como uma dependência da Abadia de Lobbes. A construção da entrada da cidade começou em meados do século XII. Ainda existem muitos manuscritos desta época, apesar da cidade ter sido quase totalmente queimada por um incêndio em 1360. A cidade foi reconstruída em pouco tempo. O campanário do século XV, em estilo gótico, é um marco importante desta reconstrução. A cidade foi ainda tomada pela França na Guerra da Devolução, que a manteve de 1667 a 1706.

## Demografia
A 1 de janeiro de 2005, Aalst tinha uma população total de 77 007 habitantes. A área total é de 78,12 km², o que perfaz uma densidade populacional de 985,81 habitantes por km².

## Economia
É uma região produtora de cerveja e têxteis.

## Eventos

### Carnaval
Aalst é conhecida pelas suas festividades de Carnaval, onde é eleito o Príncipe do Carnaval, a quem é permitido governar a cidade por um dia. No Domingo Gordo, ocorrem paradas pela cidade. A terça feira de Carnaval é conhecida como o dia das Voil Jeannetten (literalmente: "as Joanas Sujas"), ou homens vestidos de mulher.
Em 2010 foi considerado Património Cultural Imaterial da Humanidade pela Unesco, título que foi retirado em 2019 pelo facto de que as suas repetições recorrentes de racismo e representações antissemitas serem incompatíveis com os princípios fundamentais da Convenção para a salvaguarda do património cultural imaterial.

## Locais de Interesse
- A Igreja da Colegiada de São Martinho, em estilo gótico, data de 1480. Contém uma famosa pintura de Rubens, "São Roque orando a Cristo para terminar a Praga em Aalst".
- Aalst orgulha-se também de um belo oratório (datada de 1605), que inclui esculturas de Hieronymus Duquesnoy, o velho.
- O campanário
- A estátua de Dirk Martens, o primeiro impressor de livros dos Países Baixos.